# Hubert Jacob Ludwig
Pour les articles homonymes, voir Ludwig.
Hubert Jacob Ludwig, né le 22 mars 1852 à Trèves et mort le 17 novembre 1913 à Bonn, est un zoologiste, mycologue, chercheur, professeur et conservateur de musée prussien.

## Biographie
Ce spécialiste des échinodermes travaille sur la faune de la Méditerranée. Il travaille d’abord à l’université de Göttingen, puis en 1878 il part à Brême, puis en 1881 à Gießen.
En 1887, il devint professeur de zoologie à l'université de Bonn. Il fut le premier à engager comme assistante, une femme, Maria von Linden, qui devint par la suite professeure dans cette université. Hubert Ludwig fut également directeur du Musée zoologique de cette même université.
En 1897, il étudie la faune aquatique du golfe de Naples à la station zoologique de Naples. Ses travaux le conduisent à publier une monographie sur l'importance des étoiles de mer sur la flore et la faune du golfe de Naples dont une première partie sera publiée en 1910. Quant à la seconde partie, elle sera suspendue en raison de la mort du chercheur en 1913.

## Hommage
Plusieurs taxons d'espèces d'Échinodermes lui ont été dédiées, comme :
- Anapta ludwigi (nl) Britten, 1907
- Astrocladus ludwigi (nl) (Döderlein, 1896)
- Cheiraster ludwigi (nl) Fisher, 1913
- Ctenopleura ludwigi (nl) (deLoriol, 1899)
- Eldonia ludwigii Walcott 1911
- Hedingia ludwigi (nl) (Ohshima, 1915)
- Luidia ludwigi (nl) Fisher, 1906
- Ophidiaster ludwigi (nl) deLoriol, 1900
- Penilpidia ludwigi (nl) (von Marenzeller, 1893)
- Protankyra ludwigii (nl) (Sluiter, 1890)
- Stichopus ludwigi (nl) Erwe, 1913